# Goniastrea
Genre
Goniastrea est un genre de coraux scléractiniaires de la famille des Merulinidae (anciennement des Faviidae).

## Liste des espèces
| Selon World Register of Marine Species (24 décembre 2015) : - Goniastrea columella Crossland, 1948 - Goniastrea edwardsi Chevalier, 1971 - Goniastrea favulus Dana, 1846 - Goniastrea minuta Veron, 2000 - Goniastrea pectinata Ehrenberg, 1834 - Goniastrea ramosa Veron, 2000 - Goniastrea retiformis Lamarck, 1816 - Goniastrea stelligera Dana, 1846 - Goniastrea thecata Veron, DeVantier & Turak, 2000 | Selon ITIS (24 décembre 2015) : - Goniastrea aspera Verrill, 1865 - Goniastrea australensis Milne-Edwards & Haime, 1857 - Goniastrea deformis Veron, 1990 - Goniastrea edwardsi Chevalier, 1971 - Goniastrea favulus Dana, 1846 - Goniastrea palauensis Yabe, Sugiyama, & Eguchi, 1936 - Goniastrea pectinata Ehrenberg, 1834 - Goniastrea retiformis Lamarck, 1816 |

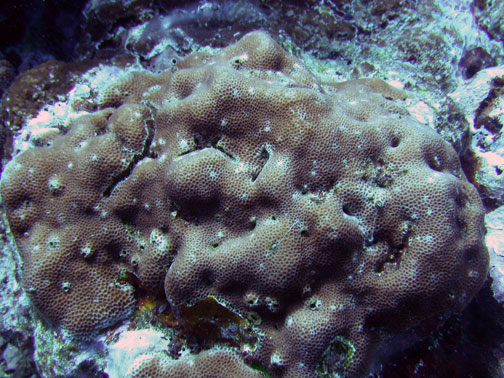
Goniastrea edwardsi
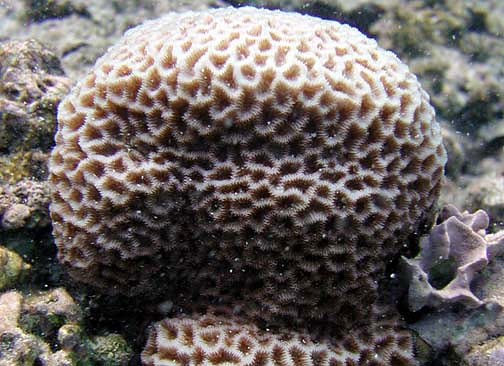
Goniastrea favulus
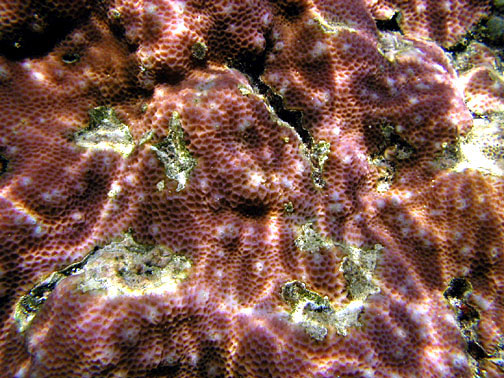
Goniastrea minuta
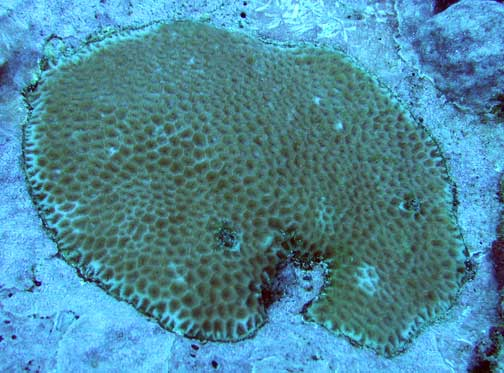
Goniastrea pectinata
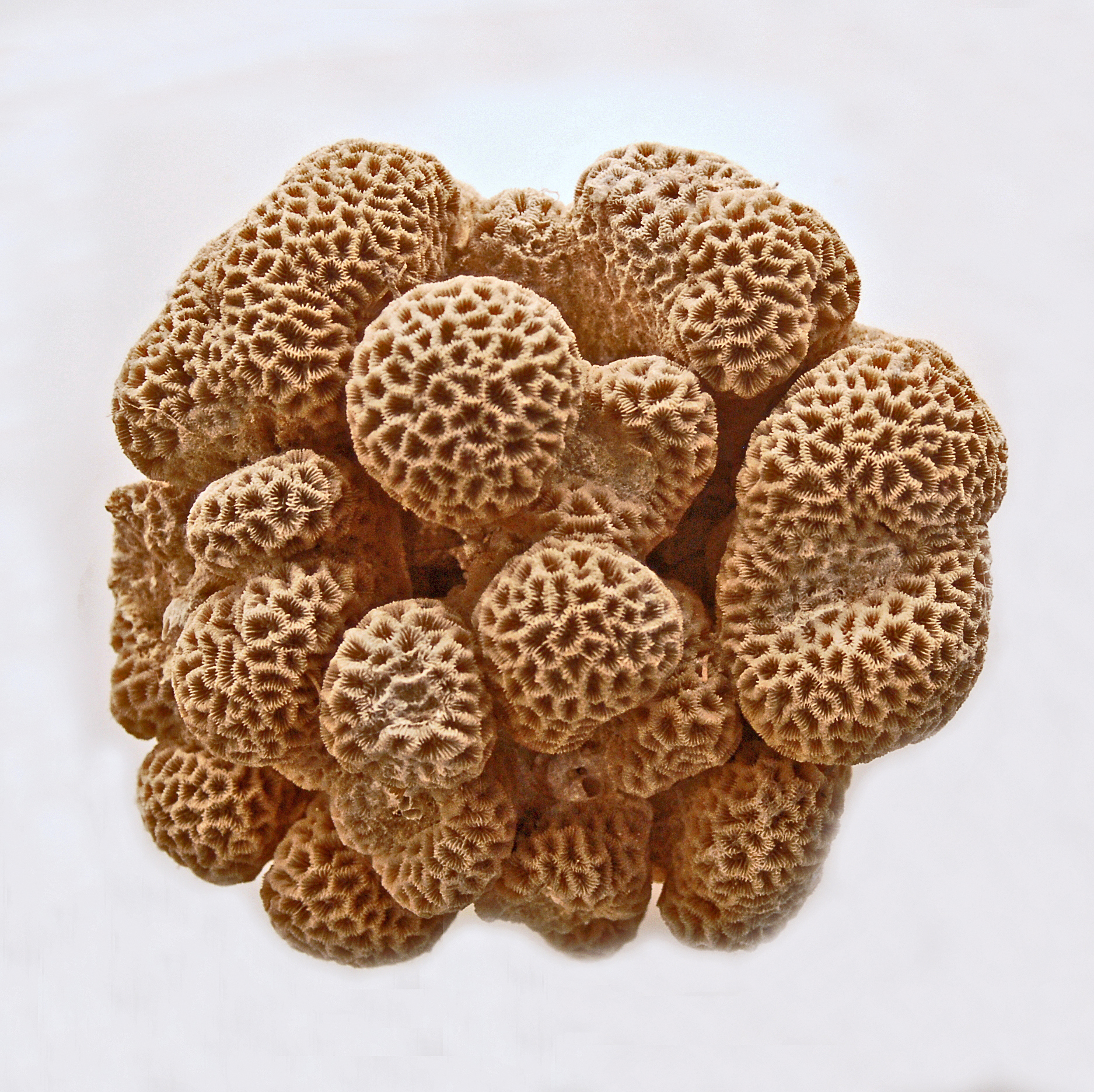
Goniastrea retiformis
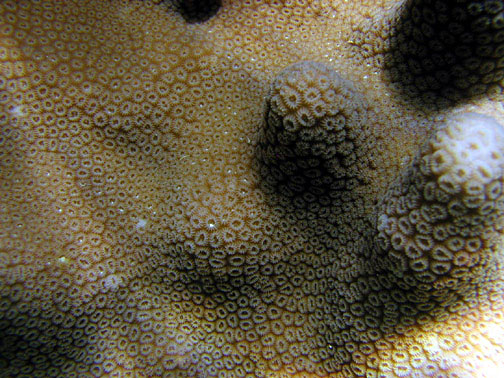
Goniastrea stelligera